# 竹坑

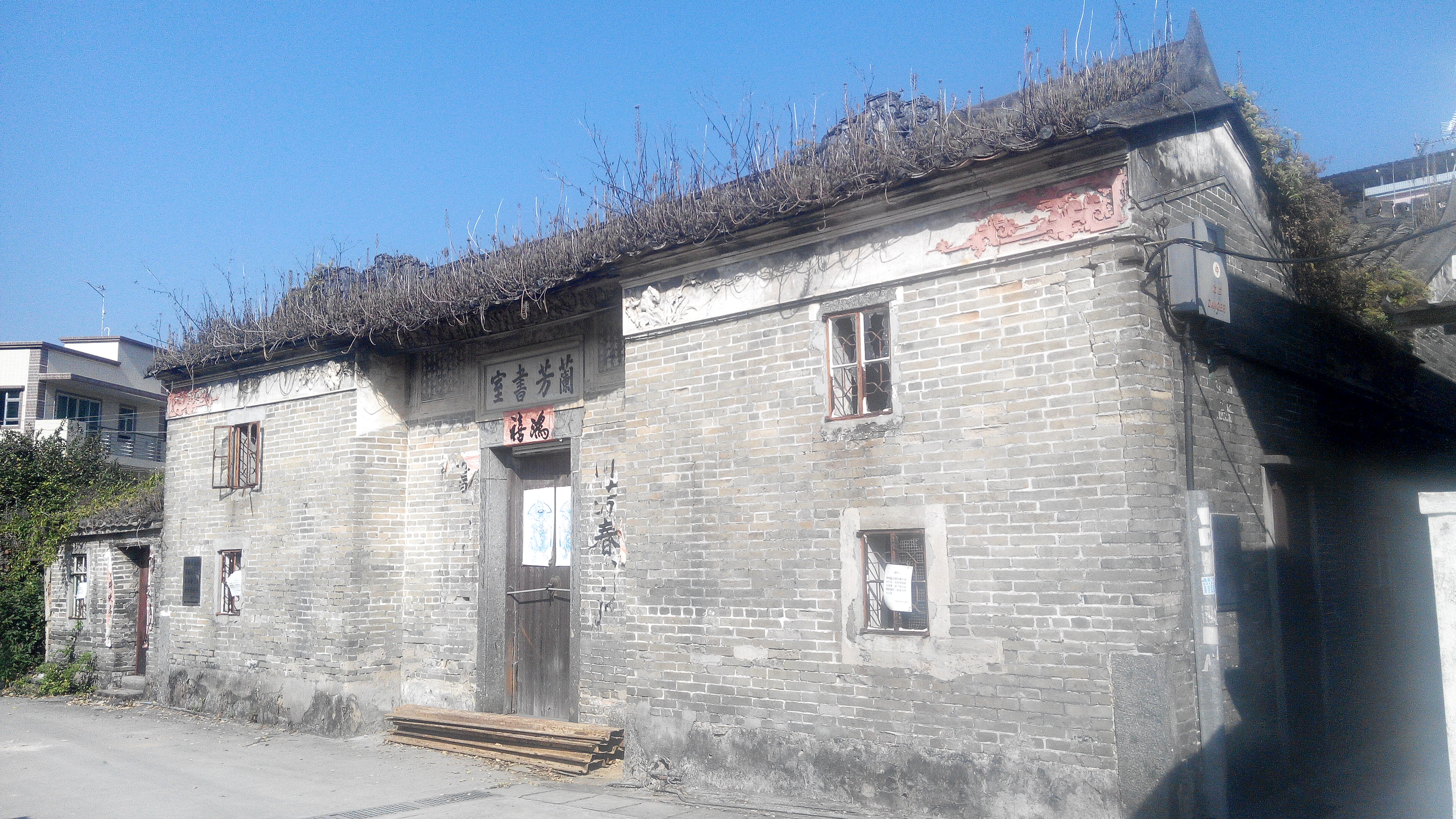
位於竹坑內的蘭芳書室

竹坑（英語：Chuk Hang）是一條位於香港元朗區八鄉的鄉村。

## 行政區劃
竹坑是新界小型屋宇政策下其中一條認可鄉村。

## 外部連結
- 居民代表選舉竹坑村（八鄉）的劃定現有鄉村範圍（2019－2022年）

22°26′55″N 114°05′52″E / 22.448574°N 114.09782°E